# Catedral basílica de Nuestra Señora de la Asunción (Mariana)
La Catedral Basílica de Nuestra Señora de la Asunción (en portugués: Catedral Basílica Nossa Senhora da Assunção) Es una catedral-basílica católica, la sede de la arquidiócesis de Mariana (Minas Gerais). Se encuentra ubicada en el estado de Minas Gerais, en la ciudad de Mariana, Brasil. Está dedicada a Nuestra Señora de la Asunción.
La actual parroquia de Nuestra Señora de la Asunción fue fundada en 1704 y en ese tiempo fue dedicada a la Virgen del Carmen, una época en que el único templo del Campamento Carmo Ribeirão fue la Capilla de la Virgen del Carmen. Una pequeña capilla de barro entonces fue planteada por el minero portugués António Pereira Machado. Los trabajos en el templo actual comenzaron en 1711, año en que el gobernador Antonio de Albuquerque elevó el campamento a un pueblo. Por lo tanto, la iglesia recibió el título de sede dedicada a la Virgen. Una primera expansión tuvo lugar entre 1713 y 1718, encomendado al maestro Jacinto Barbosa Lopes, que reutilizó la estructura existente y la convirtió en la sacristía. En 1734 el edificio fue ya bastante estropeado por el inicio de nuevas obras en la fachada y torre bajo la responsabilidad del maestro António Coelho Fonseca. Sólo en 1798 es que las paredes exteriores fueron reconstruidos en piedra y cal. 
En 1745, con el creación de la Diócesis de Mariana, la sede fue elevada a catedral dedicada a Nuestra Señora de la Asunción.